# Bahnstrecke Weeks Mills–Winslow
| Gesellschaft: | WW&F                |                     |                     |
| Streckenlänge: | 23,3 km             |                     |                     |
| Spurweite: | 610 mm (2-Fuß-Spur) |                     |                     |
| |                     |                     |                     |
| Gleise: | 1                   |                     |                     |
| \| \| \| \| \| \| \| \| von Wiscasset \| \| \| \| 0,0 \| Weeks Mills ME \| Weeks Mills ME \| \| \| \| nach Burnham \| \| \| \| 5,3 \| South China ME \| South China ME \| \| \| 6,9 \| China Lake ME \| China Lake ME \| \| \| 8,9 \| Clarks ME \| Clarks ME \| \| \| 13,4 \| East Vassalboro ME \| East Vassalboro ME \| \| \| 17,5 \| North Vassalboro ME \| North Vassalboro ME \| \| \| 23,3 \| Winslow ME \| Winslow ME \| |                     |                     |                     |
| |                     |                     |                     |
| Strecke (außer Betrieb) |                     | von Wiscasset       | von Wiscasset       |
| Bahnhof (Strecke außer Betrieb) | 0,0                 | Weeks Mills ME      | Weeks Mills ME      |
| Abzweig geradeaus und nach rechts (Strecke außer Betrieb) |                     | nach Burnham        | nach Burnham        |
| Bahnhof (Strecke außer Betrieb) | 5,3                 | South China ME      | South China ME      |
| Haltepunkt / Haltestelle (Strecke außer Betrieb) | 6,9                 | China Lake ME       | China Lake ME       |
| Haltepunkt / Haltestelle (Strecke außer Betrieb) | 8,9                 | Clarks ME           | Clarks ME           |
| Bahnhof (Strecke außer Betrieb) | 13,4                | East Vassalboro ME  | East Vassalboro ME  |
| Bahnhof (Strecke außer Betrieb) | 17,5                | North Vassalboro ME | North Vassalboro ME |
| Kopfbahnhof Streckenende (Strecke außer Betrieb) | 23,3                | Winslow ME          | Winslow ME          |

Die Bahnstrecke Weeks Mills–Winslow ist eine Eisenbahnstrecke in Maine (Vereinigte Staaten). Sie ist 23,3 Kilometer lang. Die Schmalspurbahn hat eine Spurweite von 610 Millimetern (2 Fuß) und ist vollständig stillgelegt.

## Geschichte
Bereits 1890 wurde die Wiscasset and Waterville Railroad gegründet, um die geplante und 1895 eröffnete Bahnstrecke Wiscasset–Burnham der Wiscasset and Quebec Railroad mit der Stadt Waterville zu verbinden. 1898 begannen die Bauarbeiten und ein Großteil der Strecke war Ende 1899 fertiggestellt. Da ursprünglich geplant war, diese Strecke nach Farmington weiterzuführen, wurde der fertiggestellte Abschnitt bis Winslow noch nicht eröffnet. Die Bahngesellschaften, die bereits eine Strecke nach Farmington betrieben, stimmten einer Gleiskreuzung der neuen Bahn jedoch nicht zu. Ein Brückenbauwerk wäre zu teuer geworden und so legte die Bahngesellschaft die Pläne zu den Akten.
1901 fusionierten die Wiscasset&Quebec und die Wiscasset&Waterville zur Wiscasset, Waterville and Farmington Railroad und die Strecke wurde nun nur bis Winslow fertiggebaut. In Winslow entstand ein kleiner Lokschuppen. Am 9. Juni 1902 ging die Bahn in Betrieb. Anfangs verkehrten die Personenzüge von Winslow bis Wiscasset. 
Wenige Jahre später baute jedoch die Lewiston, Augusta and Waterville Street Railway eine Straßenbahnstrecke von Augusta über East Vassalboro, North Vassalboro und Winslow nach Waterville, die weitgehend parallel zur Schmalspurbahn verlief und diese in East Vassalboro und kurz vor Winslow kreuzte. Die WW&F verlor den Vertrag über den Kohletransport, der die Haupteinnahmequelle der Bahnstrecke war, an die Konkurrenz und auch der Personenverkehr nahm rapide ab. 1909 fuhren die letzten Personenzüge zwischen Weeks Mills und Winslow. Im Sommer 1913 wurde der Abschnitt North Vassalboro–Winslow stillgelegt und Anfang 1915 folgte der Rest der Strecke.

## Streckenbeschreibung
Die Strecke zweigt in Weeks Mills von der Bahnstrecke Wiscasset–Burnham ab und führt zunächst nordwestlich bis an die Südspitze des China Lake. Die Trasse verläuft weiter nordwärts am Westufer des Sees bis East Vassalboro und liegt dann westlich der State Route 32. Der Endbahnhof in Winslow befand sich am Ostrand des Ortes an der Garland Road vor dem Sebasticook River.